# Nicella guadalupensis
Nicella guadalupensis är en korallart som först beskrevs av Duchassaing och Giovanni Michelotti 1860.  Nicella guadalupensis ingår i släktet Nicella och familjen Ellisellidae. Inga underarter finns listade i Catalogue of Life.